# Schietpartij in Tel Aviv op 1 januari 2016
Op 1 januari 2016 vond er een schietpartij plaats in het centrum van de Israëlische stad Tel Aviv. In totaal kwamen er drie mensen om bij de aanval. Twee personen kwamen om bij de schietpartij op een bar, en een taxichauffeur werd gedood tijdens de vlucht van de dader.

## Incident
Rond 14.40 u opende een man met een zonnebril en gekleed in het zwart met een machinepistool het vuur op verschillende horecazaken op de hoek van de Dizengoffstraat en de Gordonstraat, waaronder de bar Ha'Simta, die het zwaarst getroffen werd. Twee mensen kwamen om bij de schietpartij en zeven anderen raakten gewond. De dader vluchtte na de aanval te voet weg en liet zich per taxi naar het noorden van Tel Aviv brengen, waarna hij de taxichauffeur vermoordde en zelf met het voertuig doorreed om het vervolgens bij een bushalte achter te laten.
De mobiele telefoon van de dader was op vrijdagnamiddag, vóór de aanval, door een studente gevonden in Ramat Aviv, in het noorden van Tel Aviv. Toen de studente en haar vader de dag na de aanval de naam van de verdachte op het nieuws zagen, realiseerden zij zich wie de eigenaar van de telefoon eigenlijk was waarop zij de politie contacteerden.

## Dader
Israëlische media meldden dat de dader op de dag van de misdaad door zijn vader herkend zou zijn op videobeelden. Het zou gaan om Nasha'at Melhem, een Israëlische Arabier uit het dorp Ar'ara in het noorden van het land. Hij zou het wapen gestolen hebben van zijn vader, die in de veiligheidssector werkt. De verdachte had een crimineel verleden met geweldpleging en drug- en alcoholgebruik en had eerder al in de gevangenis gezeten voor het aanvallen van een militair met een schroevendraaier, met de bedoeling diens wapen te stelen. De advocaat van de verdachte verklaarde dat Melhem psychische problemen had.

## Onderzoek
Meteen na de schietpartij startten de ordediensten met een zoektocht naar de dader, waarbij zij delen van de stad afzetten. De autoriteiten waren in eerste instantie voorzichtig met het omschrijven van de aanval als een terroristische aanslag omdat het onduidelijk was wat het motief achter de aanval was. De dag na de aanval verrichtte de politie huiszoekingen in Tel Aviv op zoek naar de schutter. Er werden ook wegblokkades opgericht om te verhinderen dat de dader zou wegvluchten naar de Westelijke Jordaanoever. Op 3 januari identificeerde de politie de dader officieel als de 31-jarige Nasha'at Melhem. Op 6 januari bevestigde de politie dat Melhem ook verantwoordelijk was voor de moord op een taxichauffeur minder dan een uur na de schietpartij. Na vijf dagen klopjacht breidde de politie haar actieterrein uit naar noordelijke Arabische dorpen nabij de Groene Lijn.
Tijdens het onderzoek werden verschillende leden van Melhems familie door de politie ondervraagd en vastgehouden op grond van medeplichtigheid, waaronder Melhems broer en vader. Melhems moeder verklaarde dat de veiligheidsdiensten ermee hadden gedreigd om hun huis af te breken als zij de verblijfplaats van hun zoon niet zouden vrijgeven.
Israël riep ook de hulp in van de Palestijnse Autoriteit om alle informatie te delen die tot de arrestatie van de dader zou kunnen leiden. De Palestijnse Autoriteit verzekerde dat zij Melhem zou uitleveren als deze zich in de Westelijke Jordaanoever zou bevinden.
Op 8 januari werd Melhems schuilplaats in Ar'ara ontdekt door antiterrorismepolitie en speurhonden, die de geur van Melhems uitwerpselen oppikten. De feces werden in een laboratorium getest en bleken overeen te komen met het DNA van de dader. Door deze bevestiging konden de ordediensten de schuilplaats van Melhem identificeren. Melhem probeerde te vluchten en opende het vuur toen hij de veiligheidstroepen zag. De politie vuurde terug en doodde Melhem. Afgaande op hoe Melhem eruitzag, leidden onderzoekers af dat hij medeplichtigen moet gehad hebben die hem voedsel en kledij verschaften. Vier personen werden om die reden gearresteerd.
Melhem werd begraven op 12 januari in Ar'ara tijdens een kleine eredienst met 80 aanwezigen, waarvan er sommigen hem prezen als een martelaar. Melhems vader was niet aanwezig omdat hij onder huisarrest stond, hoewel sommige aanwezigen zeiden dat hij ervoor koos niet te komen.